# Peter McMullen
Peter McMullen (* 11. Mai 1942 in Hillingdon, England) ist ein britischer Mathematiker, der sich mit Geometrie beschäftigt.

## Leben und Werk
McMullen ist der Sohn eines Mathematikers und studierte ab 1960 am Trinity College in Cambridge und an der Universität Birmingham, wo er 1968 promovierte. Danach war er unter anderem an Universitäten in London, Siegen, der University of British Columbia (Vancouver), an der Universität Freiburg und ab 1991 Professor am University College London. 1978 erwarb er den D. Sc. am University College. Dort ist er heute Professor emeritus. 2006 wurde er als korrespondierendes Mitglied in die Österreichische Akademie der Wissenschaften aufgenommen.
McMullen ist ein führender Wissenschaftler in der kombinatorischen Geometrie, speziell der Polyedertheorie, die er mit abstrakten algebraischen Methoden behandelt und wo er z. B. die von Richard P. Stanley bewiesene G-Vermutung aufstellte.
Er bewies 1970 die Upper Bound Conjecture (von Theodore Motzkin 1957 aufgestellt) über die maximale Anzahl der 1, 2, 3, .., (d-1) dimensionalen Flächen eines d-dimensionalen konvexen Polyeders mit gegebener Eckenzahl. 1993 bewies er einen Satz über die Anzahl der Flächen von einfachen Polyedern („On simple polytopes“, Inventiones Mathematicae, Bd. 113, 1993, S. 419–444) unter Verwendung von Methoden der algebraischen Geometrie.
1974 war er Invited Speaker auf dem Internationalen Mathematikerkongress in Vancouver (Metrical and combinatorial properties of convex polytopes). Er ist Fellow der American Mathematical Society.

## Schriften
- mit Egon Schulte: Abstract Regular Polytopes, Encyclopedia of Mathematics and its Applications, Cambridge University Press 2002, ISBN 0-521-81496-0
- mit G.C.Shephard: Convex Polytopes and the upper bound conjecture, Cambridge University Press, London Mathematical Society Lecture Notes, 1971
- The numbers of faces of simplicial polytopes, Israel J. Math., Band 9, 1971, S. 559–570
- On simple polytopes, Inventiones Mathematicae, Band 113, 1993, S. 419–444